# Madame Sans-Gêne (Oper)

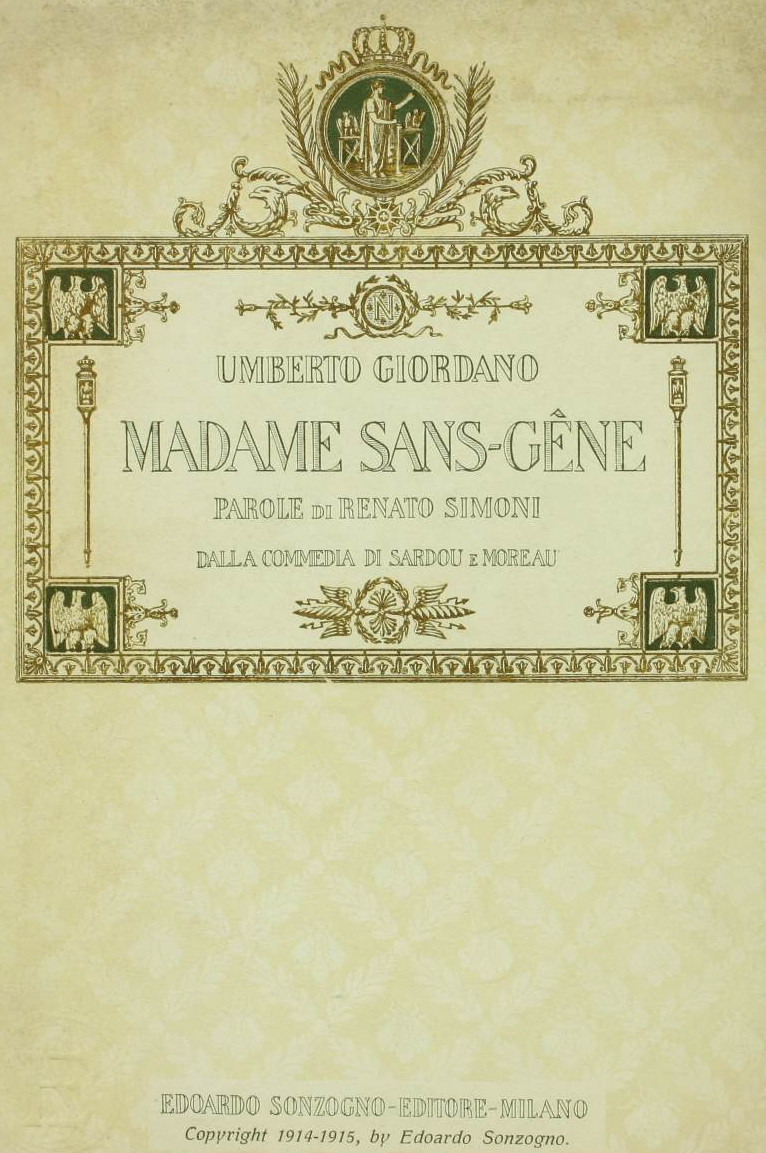
Titelblatt des Librettos, Mailand 1914

Madame Sans-Gêne ist eine Oper in drei Akten von Umberto Giordano mit einem Libretto von Renato Simoni.

## Handlung
Die Handlung der Oper spielt in Frankreich in den Jahren 1792 zur Zeit der Französischen Revolution und 1811 zur Zeit des Ersten Kaiserreiches.

### Erster Akt
Paris, 10. August 1792, Tag des Tuileriensturms.
Cathérine Hubscher (im italienischen Libretto Caterina Hubscher) ist eine Wäscherin. Man nennt sie „Madame Sans-Gêne“ aufgrund ihres Charmes, ihrer Munterkeit, ihrer Originalität und ihrer Schlagfertigkeit.
In der Wäscherei von Cathérine Hubscher arbeiten drei Frauen. Kanonendonner und andere Geräusche lassen vermuten, dass in den Straßen gekämpft wird. Cathérine betritt ihre Wäscherei und berichtet den Frauen über ihre Erlebnisse mit den Kämpfenden in der Stadt. Ihre schlechten Erfahrungen haben sie von ihrer Neugier geheilt, wissen zu wollen was draußen vor sich geht.
Auch Fouché ist in der Wäscherei, ein Opportunist, der hier abwartet, wie sich die Lage entwickelt und welcher Partei, den Royalisten oder dem revolutionären Volk, er sich anschließen soll. Cathérine und Fouché schwatzen über Napoleon, einen korsischen Offizier, der Cathérine fürs Wäsche waschen Geld schuldet. Er sei so arm, dass er für Nahrungsmittel seine Uhr verpfänden musste. Die gutherzige Madame Sans-Gêne wäscht ihm trotzdem weiterhin seine Wäsche und hofft, dass er seine Rechnungen in Zukunft begleichen wird.
Cathérine wird alleine gelassen. Gewehrschüsse sind zu hören. Graf von Neipperg, ein verwundeter österreichischer Offizier aus dem Gefolge der Königin, betritt die Wäscherei und bittet darum vor seinen Verfolgern versteckt zu werden. Obwohl auf Seiten des Volkes versteckt Cathérine den Grafen in ihrem Schlafzimmer.
Die Verfolger betreten die Wäscherei, angeführt von Sergeant Lefèbvre, dem Verlobten von Madame Sans-Gêne. Für eine Weile kann Cathérine die Verfolger ablenken, indem sie eine Flasche Wein zum Trinken anbietet. Lefèbvre entkorkt die Flasche und berichtet dabei lebhaft über die Erstürmung der Tuilerien.
Lefèbvre bemerkt, dass seine Hände schwarz vom Pulver sind und möchte sie in Cathérines Schlafzimmer waschen. Er wird misstrauisch, als er bemerkt, dass die Schlafzimmertür verschlossen ist. Er ringt Cathérine den Schlüssel ab, öffnet die Tür und betritt den Raum.
In Erwartung, dass ihr Verlobter jeden Moment den verwundeten Grafen von Neipperg erschießt, hält sich Cathérine die Ohren zu.
Lefèbvre kommt leise aus dem Schlafzimmer. Er sagt Cathérine, dass der Mann im Schlafzimmer tot sei. Aus ihrer Reaktion auf diese Mitteilung erkennt Lefèbvre, dass er keinen Grund zur Eifersucht haben muss und der verwundete Mann nicht der Liebhaber von Cathérine ist.
Daher will er ihr auch helfen den Mann zu retten. Cathérine wirft sich in seine Arme. In den Straßen hört man Rufe, Trommeln und Marschieren. Lefèbvre verlässt mit seiner Truppe die Wäscherei.

### Zweiter Akt
Schloss Compiègne, September 1811, im Salon.
Inzwischen sind 19 Jahre vergangen, Napoleon Bonaparte ist Kaiser im Ersten Kaiserreich. Lefèbvre ist inzwischen Marschall und wurde von Napoleon außerdem zum Herzog von Danzig ernannt. Cathérine, jetzt Cathérine Lefèvre, ist seine Frau und Herzogin. Sie erregt bei Hof ständig Anstoß durch ihre Verletzungen der höfischen Etikette.
Despréaux, der Ballmeister, Gelsomino, der Kammerdiener und Leroy, der Damenschneider unterhalten sich über Cathérine und kritisieren ihre schlechten Manieren.
Cathérine betritt den Raum und verhält sich wie immer nicht standesgemäß. Nur ungeschickt verrichtet sie die höfischen Zeremonien. Auch weiß sie, trotz des Unterrichts von Despréaux, nicht, was sich beim Empfang der Schwestern des Kaisers geziemt.
Lefebvre betritt eilig und erregt den Raum. Er erzählt Cathérine, dass Napoleon an ihrem Benehmen Anstoß nimmt und dass er von Lefebvre erwartet sich von Cathérine scheiden zu lassen. Da er Cathérine aufrichtig liebt, lehnt er dies jedoch ab.
Graf von Neipperg, der österreichischer Botschafter geworden ist, betritt den Raum. Er will seinen alten Freunden Lebewohl sagen. Napoleon hat ihn abberufen lassen, da er eine Liebschaft zwischen von Neipperg und der Kaiserin vermutet.
Fouché, er ist zum Polizeiminister aufgestiegen, kündigt das Eintreffen von Napoleons Schwestern – Königin Carolina und Prinzessin Elisa – an. Wieder eckt Cathérine mit ihren Manieren und ihrer zügellosen Sprache an.
Zunächst belächeln Napoleons Schwestern und ihr Gefolge Cathérine noch. Doch als Cathérine in ihrem Unmut Königin Carolina daran erinnert, dass ihr Ehemann, König Murat, früher ein Kellner in einer Schenke war, steigern sich die gegenseitigen Beschuldigungen und Beleidigungen der Frauen.
Aufgebracht verlassen die königlichen Damen und ihr Gefolge den Raum.
Daraufhin fordert De Brigode, der Kammerherr, Cathérine auf, mit zum Kaiser zu kommen, der sie sprechen will. In keiner Weise beunruhigt, salutiert Cathérine vor den im Raum Verbliebenen und folgt De Brigode zum Kaiser.

### Dritter Akt
Schloss Compiègne, September 1811, im Kabinett des Kaisers.
Napoleon spricht mit seinen Schwestern und wünscht, dass sie an der in der Dämmerung stattfindenden Jagd teilnehmen. Die Schwestern ziehen sich zurück.
Das Eintreffen Cathérines wird angekündigt. Schroff attackiert Napoleon Cathérine wegen ihres ungebührenden Benehmens.
Cathérine erinnert Napoleon an seine ärmliche Herkunft, erzählt von ihren Diensten für die napoleonische Armee und von der Armverletzung, die sie auf dem Schlachtfeld erhalten hat. Wenn Napoleons Schwestern sie beleidigen, würden sie die napoleonische Armee beleidigen.
Als Höhepunkt präsentiert Cathérine Napoleon einen kleinen gelben Zettel. Es ist die von Napoleon immer noch nicht bezahlte Wäscherechnung, aus der Zeit als Napoleon ein mittelloser junger Leutnant war.
Mit viel Anmut gesteht Cathérine Napoleon außerdem, dass sie damals versucht hat seine Liebe zu gewinnen. Er sei aber immer zu beschäftigt gewesen und hätte keine Notiz von ihr genommen.
Der Kaiser ist verzaubert. Er küsst die Narbe am Arm von Cathérine, die von der Wunde zurückgeblieben ist. Cathérine verbeugt sich und erklärt: „Der Kaiser ist mir nichts mehr schuldig!“
Cathérine will gerade gehen als Graf von Neipperg verhaftet wird, der die Gemächer der Kaiserin betreten wollte. Napoleon ist aufgebracht und reißt dem Botschafter die Orden von der Brust und will ihm das Gesicht damit zerkratzen. Graf von Neipperg zieht sein Schwert. Offiziere eilen herbei.
Napoleon befiehlt, dass Graf von Neipperg noch vor der Dämmerung erschossen werden soll und dass Fouché und Lefèbvre für die Ausführung der Exekution verantwortlich sind.
Es ist spät in der Nacht. Die Kerzen sind heruntergebrannt, das Feuer im Ofen ist am Verlöschen. Cathérine und Lefèbvre beklagen ihre Machtlosigkeit. Sie werden die Erschießung des Grafen von Neipperg nicht verhindern können. Cathérine kann auch die Kaiserin nicht informieren, um deren Intervention beim Kaiser zu erreichen, da ihre Gemächer auf Befehl von Napoleon von Roustan, dem Mameluckenführer, bewacht werden.
Als Napoleon eintritt ist er beeindruckt von dem Vertrauen Cathérines in die Loyalität der Kaiserin. Daher stimmt er einer Prüfung der Loyalität seiner Frau zu.
Auf seinen Befehl hin klopft Cathérine an die Tür der Kaiserin, gibt vor sie wäre Madame de Bülow, die Hofdame, und sagt: „Eure Majestät, Graf von Neipperg ist hier!“ Daraufhin reicht die Kaiserin einen Brief aus der Tür mit den Worten: „Gib ihm den Brief und sage im Lebewohl!“
Napoleon nimmt den Brief und bricht das Siegel. Der Brief ist adressiert an den Vater der Kaiserin, den Kaiser von Österreich. Napoleons Frau bittet ihren Vater in dem Brief darum für von Neipperg neue Aufgaben in Wien zu finden, da sein Übereifer von der Kaiserin und dem Kaiser als störend empfunden werden.
Daraufhin befiehlt Napoleon Fouché dem Grafen von Neipperg sein Schwert zurückzubringen und ihn abreisen zu lassen.
„Und bezüglich Deiner Scheidung,“ sagt Napoleon zu Lefèbvre „mein Wunsch ist: Bleibe ihr für immer treu! Danke dem Himmel dafür, dass er Dir eine solche Frau geschenkt hat!“ Dabei zwickt er Cathérine spielerisch ins Ohr.
Jagdhörner und der Chor der Jäger sind draußen zu hören.

## Instrumentation
Die Orchesterbesetzung der Oper enthält die folgenden Instrumente:
- Holzbläser: zwei Flöten, zwei Oboen, zwei Klarinetten, zwei Fagotte
- Blechbläser: vier Hörner, drei Trompeten, drei Posaunen, Tuba
- Pauken, Schlagzeug: Große Trommel, Kleine Trommel, Becken, Triangel, Sistro, Ratsche
- Celesta, Harfe
- Streicher
- Bühnenmusik: zwei Hörner, zwei Trompeten, zwei Posaunen, Glocke, Kleine Trommel

## Geschichte

### Entstehung
Das Libretto der Oper stammt von Renato Simoni, einem der Librettisten Giacomo Puccinis. Simoni schrieb das Libretto auf Basis der gleichnamigen Komödie von Victorien Sardou und Émile Moreau.
Mit der Oper Madame Sans-Gêne versuchte Umberto Giordano an seine früheren Erfolge Andrea Chénier und Fedora anzuknüpfen. Auf Basis einer Komödie von Victorien Sardou und Emile Moreau entstand eine originelle Oper mit dankbaren Gesangsrollen.

### Rezeption
Die Premiere der Oper fand am 25. Januar 1915 mit großem Erfolg in der Metropolitan Opera in New York statt. Dirigent war Arturo Toscanini, in den Hauptrollen waren Geraldine Farrar (als Catherine Hubscher), Giovanni Martinelli (als Lefebvre) und Pasquale Amato (als Napoléon) zu hören. Eine weitere Aufführung folgte bereits am 28. Februar 1915 in Turin unter der musikalischen Leitung von Ettore Panizza mit Maria Farneti, Grassi und Riccardo Stracciari in den Hauptrollen. Die deutsche Erstaufführung fand 1930 in Breslau statt. Inzwischen findet sich die Oper nur noch sehr selten auf den Spielplänen der Opernhäuser.